# 新巴西 (戈亞斯州)
新巴西是巴西戈亚斯州的一个市镇。总面积649.954平方公里，总人口4181人，人口密度6.4人/平方公里。